# Jan Żurawnicki
Jan Żurawnicki (Żórawnicki) na Krupcu herbu Korczak – podkomorzy krzemieniecki w latach 1613-1640.
Deputat na Trybunał Główny Koronny z województwa wołyńskiego w 1616, 1627, 1630 roku.